# 李有才板话
李有才板話，中國作家趙樹理作品，創作於1943年。
小說大意是涉县閻家山有個農民李有才，外號叫「氣不死」，五十多歲，還是單身一個人，住的一孔土窑，給人放牛，平時喜歡編“板話”（順口溜）。阎家山村是县里的“模范村”，在地主阎恒元領導下，多次受表彰。李有才編一段“板话”說：“模范不模范，从西往东看；西头吃烙饼，东头喝稀饭。”
本部小說得到“反映農村鬥爭的最傑出的作品”、“解放區文藝的代表之作”等高度評價。中共中央北方局宣傳部部長李大章為該書寫了序言。1943年12月由華北新華書店以「晉冀魯豫邊區創作小叢書」初次發行。